# Arbeitssicherheit

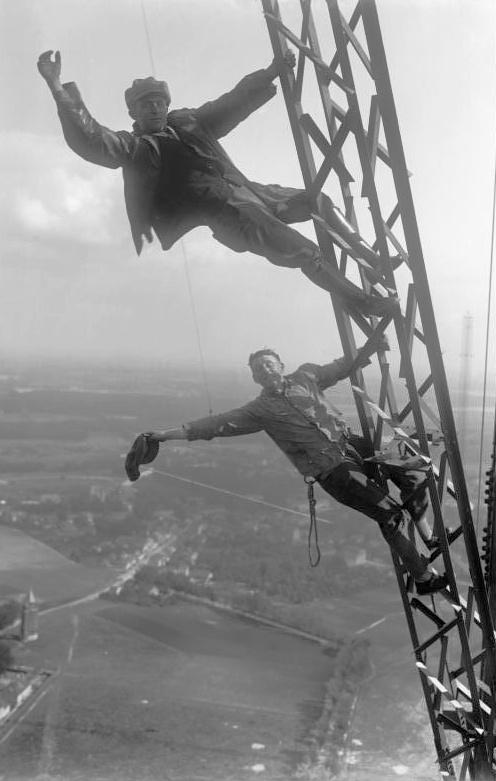
Ungesicherte Arbeiter an einem Sendemast über Königs Wusterhausen 1925

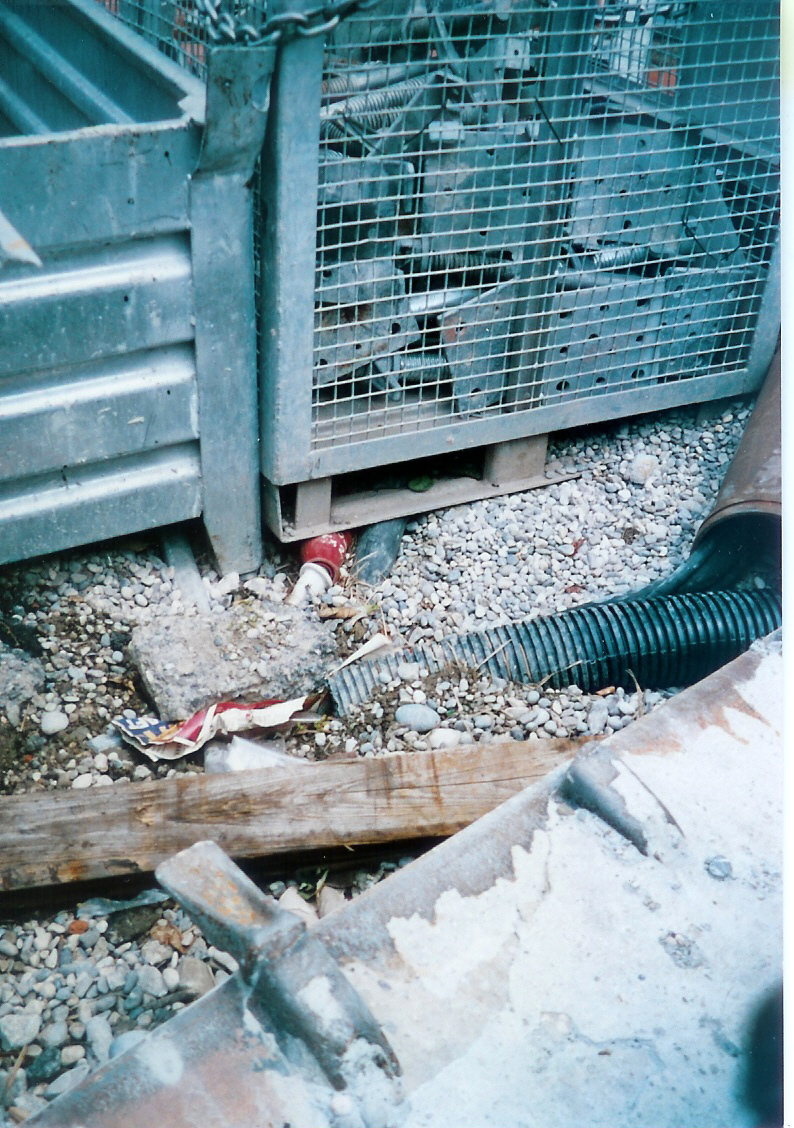
Gitterboxen auf stromführenden Kabeln

Arbeitssicherheit besteht im Arbeitsrecht hauptsächlich darin, dass die Arbeitgeber Betriebsärzte und Fachkräfte für Arbeitssicherheit zu bestellen haben, damit diese ihn beim Arbeitsschutz und bei der Unfallverhütung unterstützen.

## Allgemeines
Diese Legaldefinition aus § 1 Abs. 1 ASiG legt das Tätigkeitsgebiet der Arbeitgeber bei der Arbeitssicherheit fest. Arbeitssicherheit ist eine Prävention, durch die Betriebsärzte und Fachkräfte den Arbeitgeber beim Arbeitsschutz und bei der Unfallverhütung in allen Fragen des Gesundheitsschutzes zu unterstützen haben (§ 3 Abs. 1 ASiG). In diesem Sinne ist die Arbeitssicherheit ein Sozialstandard. „Arbeitssicherheit ist ein anzustrebender, gefahrenfreier Zustand bei der Berufsausübung“.
Das Arbeitssicherheitsgesetz ist das „Controlling-Gesetz“ zum Arbeitsschutzgesetz.

## Aufgaben
Das Management von Sicherheit und Gesundheitsschutz der Beschäftigten zählt zu den unverzichtbaren Unterstützungsprozessen eines Unternehmens, in erster Linie aus humanen Gründen, aber auch aus wirtschaftlicher Sicht: Unfälle und berufsbedingte Krankheiten kosten sowohl die Unternehmen als auch die Gesellschaft viel Geld. Empirische Befunde weisen darauf hin, dass Mängel bei Arbeitssicherheit und Gesundheitsschutz häufig gleichzeitig mit Mängeln in der Produkt- oder Dienstleistungsqualität zu beobachten sind, also auf Probleme der betrieblichen Organisation und Führung schließen lassen.
Derjenige, der als Unternehmer oder als vom Unternehmer Beauftragter (betrieblicher Vorgesetzter, Meister, Betriebsleiter, bis herauf zur Geschäftsführung und zum Aufsichtsrat) Arbeit beauftragt oder zulässt, die nicht den Regelwerken und Normen der jeweiligen Branche entspricht, kann persönlich straf- und zivilrechtlich belangt werden.

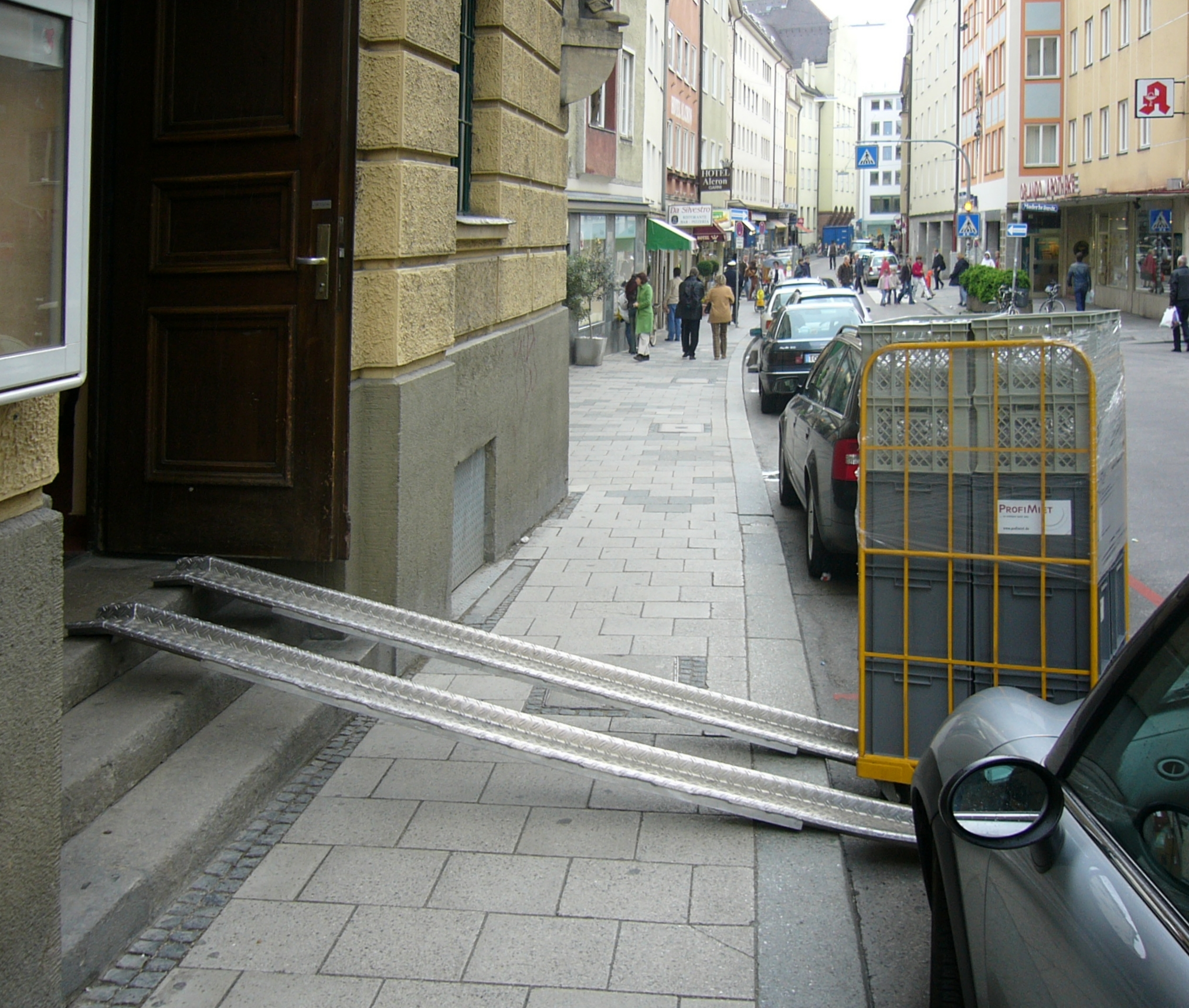
Ungesicherte Rollschienen

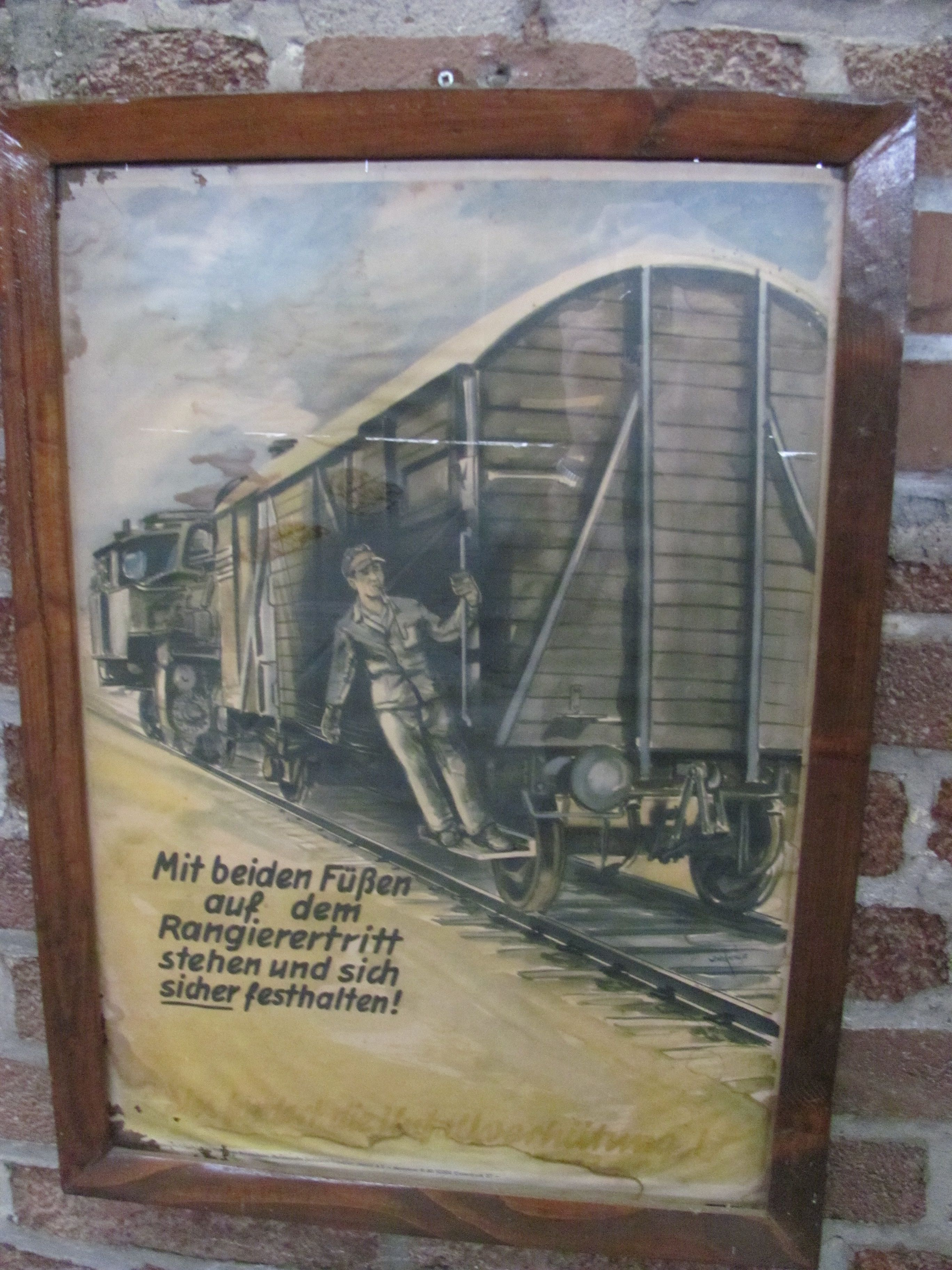
Sicherheitswarnung für Rangierbegleiter, ca. 1950

Unfallverhütung um 1925 Hab acht! Gebraucht Kopfschutz

## Deutschland
Die rechtliche Grundlage zur Arbeitssicherheit bilden das Arbeitsschutzgesetz (ArbSchG), das Sozialgesetzbuch SGB VII „Gesetzliche Unfallversicherung“ und das Gesetz über Betriebsärzte, Sicherheitsingenieure und andere Fachkräfte für Arbeitssicherheit (ASiG), das Bestellung und Aufgaben der genannten Fachkräfte regelt. Die Arbeitssicherheit an deutschen Schulen sind in der Richtlinie zur Sicherheit im Unterricht (RiSU) beschrieben.
In Deutschland überwachen in einem dualen System staatliche Gewerbeaufsichtsämter beziehungsweise Ämter für Arbeitsschutz und die Träger der gesetzlichen Unfallversicherung (Berufsgenossenschaften und Unfallkassen in der Deutschen Gesetzlichen Unfallversicherung DGUV) die Arbeitssicherheit. Letztere erlassen Unfallverhütungsvorschriften, die verbindlich geltendes Recht darstellen.
In den letzten Jahren entwickelt sich der Arbeitsschutz weg von der reinen technischen Verhinderung von Unfällen hin zu einer umfassenden Prävention. Dies bedeutet auch, dass die psychologischen Faktoren der Arbeit immer mehr an Bedeutung gewinnen und die technischen Aspekte der Arbeitssicherheit ergänzen. Nicht zuletzt aus diesem Grund bilden Unterweisungen ein wesentliches Element von Arbeitssicherheit und Gesundheitsschutz. So fordert § 12 Abs. 1 ASiG, dass die Beschäftigten während der Arbeitszeit ausreichend und angemessen unterwiesen werden. Art und Weise sowie der Umfang einer Unterweisung müssen in einem angemessenen Verhältnis zur vorhandenen Gefährdungssituation und der Qualifikation der Beschäftigten stehen.
Arbeitssicherheit verbindet sich mit den Erfordernissen der Ergonomie, der menschengerechten Arbeitsgestaltung und dem Gesundheitsschutz zu einer systemorientierten Betrachtungsweise des Arbeitsschutzes. Die aktuelle Entwicklung geht darüber noch hinaus in Richtung auf die bereits in einigen Normen vorgesehene Verknüpfung der Arbeitsschutz-, Qualitäts- und Umweltschutzmanagementsysteme zu einem Integrierten Managementsystem.

## International

### Schweiz
In der Schweiz wird die Regelung der Arbeitssicherheit nach dem Unfallversicherungsgesetz (UVG) von der Schweizerischen Unfallversicherungsanstalt (SUVA) und der Eidgenössischen Koordinationskommission für Arbeitssicherheit (EKAS) übernommen.
Die EKAS bildet auch Fachfrauen beziehungsweise -männer für Arbeitssicherheit und Sicherheitsingenieurinnen und -ingenieure aus.
Seit dem 1. Januar 2000 müssen sich UVG versicherte Betriebe an die EKAS-Richtlinie über den Beizug von Arbeitsärzten und anderen Spezialisten der Arbeitssicherheit (ASA) halten. Sie wurde nach dem Unfallversicherungsgesetz und der Verordnung über die Verhütung von Unfällen und Berufskrankheiten (VUV) erstellt.

### Österreich
In Österreich ist der Arbeitsschutz im ArbeitnehmerInnenschutzgesetz (ASchG) geregelt.
Hier gibt es  Sicherheitsvertrauenspersonen (siehe SVP-VO), Sicherheitsfachkräfte (siehe SFK-VO) und Arbeitsmediziner.
- Arbeitsschutzvorschriften in Österreich
- Arbeitsinspektorat
- Allgemeine Unfallversicherungsanstalt

## Probleme in einer globalisierten Arbeitswelt
Arbeitssicherheit und Gesundheitsschutz beruhen auf ethischen Grundlagen, die gesellschaftlich nicht in allen Industriegesellschaften gleichermaßen in die Praxis umgesetzt werden. Insbesondere in Dritte-Welt-Ländern mit aufstrebender Industrie werden oftmals die Erfordernisse der Arbeitssicherheit, die menschengerechte Arbeitsgestaltung, die Umweltstandards oder das Verbot der Kinderarbeit offenbar wirtschaftlichen Zielen untergeordnet. Einige Grundrechte, etwa auf körperliche Unversehrtheit und freie Entfaltung der Persönlichkeit, erscheinen dort noch nicht nachhaltig im allgemeinen Bewusstsein verankert. Die Wahrnehmung des Grenzrisikos, also der unvermeidlich mit einer Tätigkeit verbundenen Gefahr, ist offenbar zu Gunsten kurzfristiger pekuniärer Erfolge und zu Lasten der arbeitenden Menschen verschoben.

## Abgrenzung
Arbeitsschutz und Arbeitssicherheit sind voneinander abzugrenzen. Für beide Arbeitsgebiete gibt es mit dem Arbeitsschutzgesetz bzw. dem Arbeitssicherheitsgesetz unterschiedliche Rechtsgrundlagen. Arbeitsschutz ist eine Prävention, durch die Arbeitsunfälle verhindert und gesundheitsgefährdende Arbeitsbelastungen und Arbeitsumgebungen vermieden werden sollen. Arbeitssicherheit besteht dagegen hauptsächlich darin, dass die Arbeitgeber Betriebsärzte und  Fachkräfte für Arbeitssicherheit zu bestellen haben, damit diese die Arbeitgeber beim Arbeitsschutz und bei der Unfallverhütung unterstützen.
Zu unterscheiden ist ferner Arbeitssicherheit (Unfallverhütung) von Arbeitsplatzsicherheit, also dem Risiko des Verlustes der Arbeit (Arbeitslosigkeit).